# Кобра чорно-біла
Ко́бра чо́рно-бі́ла (Naja melanoleuca) — отруйна змія з роду Справжні кобри родини Аспідові. Інша назва «лісова кобра».

## Опис
Загальна довжина сягає 2—2,7 м. Голова невелика, морда загострена, дещо припіднята догори. Тулуб м'язистий, потужний. Молоді особини мають вузькі білі смужки на темному тлі тулуба, а дорослі забарвлені у темно-бурий або чорний колір з металевим відливом. Черево жовтого кольору, поцятковане чорними плямами й смугами.

## Спосіб життя
Полюбляє лісову місцину, савани. Гарно лазить по деревах. Зустрічається на висоті до 2800 м над рівнем моря. Активна вдень. Поживою є земноводні, птахи, риби, ящірки, дрібні варани, гризуни.
Це яйцекладна змія. Самиці відкладають до 26 яєць. Через 55—70 днів з'являються молоді кобри.
Тривалість життя до 29 років.

## Розповсюдження
Мешкає від Сенегалу й Габону (на заході) до Ефіопії та Сомалі — на сході (окрім Еритреї), від Нігеру й Чаду (на півночі) до Анголи, Зімбабве, Замбії й Мозамбіку — на півдні.